# Никоново (Чеховский район)
Никоново — деревня в Чеховском районе Московской области России, входит в состав сельского поселения Любучанское.
Располагается на левом берегу реки Рожайки рядом с посёлком Любучаны. 

## Население
| 2002 | 2006 | 2010 |
| ---- | ---- | ---- |
| 13   | ↗22  | ↘13  |

## История
В районе Никоново на правом берегу Рожайки располагаются семь курганов эпохи вятичей, археологические раскопки которых провел в 1924 г. А. В. Арциховский. Никоново является родовым гнездом древней русской дворянской фамилии Власовы. Чьи корни идут от рода Мининых, а также архангельских, и болховских купцов. Ярким представителем родственных связей этой великой и благородной фамилии является русский советский писатель, литературовед, публицист Абрамов Федор Александрович.

## Географическое расположение
Деревня расположена на юге области на удалении в тридцать четыре километра от Московского кольца. Неподалёку от деревни расположены село Молоди, посёлок Любучаны, деревни: Леониха, Ботвинино, Гавриково, Дубинино, Зыкеево. Наиболее близкий к деревне населённый пункт — дер. Гавриково.